# Nikolaos Doxaras
Nikolaos Doxaras (en griego: Νικόλαος Δοξαράς; 1706/10-2 de marzo de 1775) fue un pintor y profesor griego. Su padre fue el famoso pintor Panagiotis Doxaras. Panagiotis Doxaras fue el padre del rococó griego y de la Ilustración griega moderna en el arte. Ambos son miembros destacados de la Escuela Heptanesa. Refinaron el arte griego incorporando la Maniera Greca a la Maniera Italiana. Los artistas en los que influyó incluyen: Nikolaos Kantounis, Nikolaos Koutouzis y Gerasimos Pitsamanos. Su influencia se puede ver en algunas de las pinturas de Nikolaos Kantounis, en particular La Asunción. Nikolaos enseñó al famoso pintor Nikolaos Koutouzis. 
Tanto el estilo artístico de Nikolaos Koutouzis como el de Doxara refinaron el arte de las Islas Jónicas. La pintura veneciana influyó en innumerables artistas griegos que vivían en el imperio. De Michael Damaskinos a Theodore Poulakis. Veinte años después de la muerte de Nikolaos, el estilo llegó a su fin debido a la Caída de la República de Venecia. Tras el Rococó griego se desarrolló un nuevo estilo artístico que coincidió con el Neoclasicismo en el resto de Europa, llamado Ilustración griega moderna media en el arte, también conocida como Neo-Hellenikos Diafotismos.

## Biografía
Nació en Kalamata. Su padre era el famoso pintor Panagiotis Doxaras y su madre se apellidaba Bon. Eran una familia prominente. Tuvo siete hermanos y hermanas. Su hermano Demetrios también fue un famoso pintor. Su padre era un pintor teórico que tradujo varios libros del italiano. Su padre estudió la ciencia de la pintura y escribió Sobre la pintura (Περί ζωγραφίας) en 1726. En 1715, su familia se trasladó a Lefkada.
Su padre, Panagiotis Doxaras, viajó a Venecia en 1720. El gobierno concedió a la familia tierras en Lefkada, pero se trasladaron a Corfú. En 1723 estaba con su padre en Corfú. Fue soldado del ejército veneciano. Estaba bajo el mando de Johann Schulenberg. Era abanderado. Durante su estancia en Corfú con su padre, le ayudó a pintar la iglesia de San Spyridon. Fue ayudante de Panagiotis Doxaras. Panagiotis Doxaras murió en 1729.
Panagiotis Doxaras dejó a su hijo Nicolás su cargo militar. Su hermano Demetrios heredó las herramientas de pintura artística de Panagiotis. NiKolas recibió un anillo de diamantes y una cruz sagrada. En 1729, Nikolas se fue a Lefkada. Hacia el mes de agosto, entregó a su hermano Demetrios las tierras que habían heredado para que las cultivara. Se marchó a Venecia durante diez años.
Nikolaos figura en los registros financieros del palacio Loredan como invitado de Johann Schulenberg. Figuraba como parte integrante de la Galería de Arte Schulenburg. Era su íntimo confidente. Johann Schulenberg acumuló una enorme colección de arte. También tuvo trabajando para él a algunos de los artistas más famosos del mundo.
Durante su estancia en la Galería de Arte Schulenburg, Nicholas creó un pequeño cuadro sobre piel de oveja, un cuadro de un instrumento musical y cuadros con figuras mitológicas. También copió retratos de Schulenburg y Cromwell. También pintó al círculo íntimo de Schulenburg y a sus esposas. Pintó a Baco, Ariadna, el Sacrificio de Ifigenia y la ciudad de Corfú con vistas al mar.
Salió de Venecia con el grado de Capitán. Regresó a Lefkada. Mientras estaba en Lefkada se casó con Chrisi Pantazi Psoma. Sirvió en el ejército veneciano en Corfú, Lefkada, Cefalonia y Zante. Continuó pintando durante toda su vida. Mientras estuvo en Zante, pintó el techo y las paredes de la iglesia de Faneromeni. También fue profesor. Enseñó al famoso pintor Nikolaos Koutouzis.
En 1761, durante su estancia en Zante, aceptó pintar la iglesia de Agios Minas, en Lefkada. Pintó el techo. Nikolaos Doxaras poseía el cuaderno especial de pintura de su padre. Utilizó el libro durante toda su vida como guía para pintar. Añadió una parte especial sobre el dorado de imágenes en italiano. Murió en Zante en 1775. Algunas de sus obras sufrieron daños durante el terremoto de 1953. Afortunadamente, fueron restauradas por expertos. Sus cuadros se encuentran en la Galería Nacional de Arte de Grecia. El Nacimiento de la Madre de Dios se encuentra en el Museo Bizantino de Zante.

## Pinturas
El Greco y Doxaras pintaron la Asunción de la Virgen María. Los cuadros presentan similitudes geométricas. El cuadro del Greco tiene más figuras. Las figuras de la parte inferior del cuadro parecen conversar sobre la Virgen. Ella es una gran figura en el cielo rodeada de ángeles. Las figuras del Greco ocupan más espacio en el lienzo. En los cielos, tiene más figuras que Doxaras, pero en la parte inferior del cuadro, ambos artistas tienen un número similar de personas. Las manos de la Virgen están abiertas, exhibiendo la Panagia, madre abrazando la tierra. En el Doxaras, las manos de la Virgen están cerradas, y la madre está abrazando el cielo. En el Greco, está encima de la luna. Es evidente que El Greco influyó en cierta medida en Doxaras. Los cuadros del Greco estaban en todo el mundo en aquella época. Era un artista muy popular.
En el cuadro de Doxaras, la Virgen ocupa un espacio similar. Está en el cielo rodeada de tres ángulos. Las nubes del cielo son más claras y están más al alcance del ojo del espectador. El cuadro muestra claramente la elevación. Los ángulos parecen sostenerla. Las figuras de la parte inferior del cuadro están arrodilladas en señal de admiración y respeto ante la aparición de la Virgen. Las figuras de la parte inferior del cuadro de Doxaras ocupan menos espacio en el lienzo. En comparación con el Greco, las figuras están más atentas a la aparición sobrenatural de la Madre de Dios en el cuadro de Doxaras. Ambos cuadros tienen un número similar de figuras en la parte inferior, pero el Doxaras hace una declaración de intenciones más clara. El Doxaras exhibe un aire neoclásico que corresponde al arte de la época. El cuadro es un símbolo de la Ilustración griega moderna en el arte. Doxaras y El Greco eran maestros de la pintura. El padre de Nikolaos, Panagiotis Doxaras, era un pintor teórico. Apreciaba a los maestros de la pintura. La estructura de la pintura fue emulada por Nikolaos Kantounis en la Ascensión de Cristo.